# Cascade de Bérard
Pour les articles homonymes, voir Bérard.
La cascade de Bérard est une chute d'eau de France située sur le cours de l'Eau de Bérard, en Haute-Savoie, non loin de Vallorcine. Avec la grotte à Farinet située juste à côté, elle constitue un but de balade populaire facilement accessible depuis le col des Montets.

## Activités
Le GRP Tour du Pays du Mont-Blanc passe à côté de la cascade.
Une via ferrata évolue au-dessus du torrent face à la cascade.
En hiver, la chute d'eau gelée constitue un site d'escalade glaciaire.

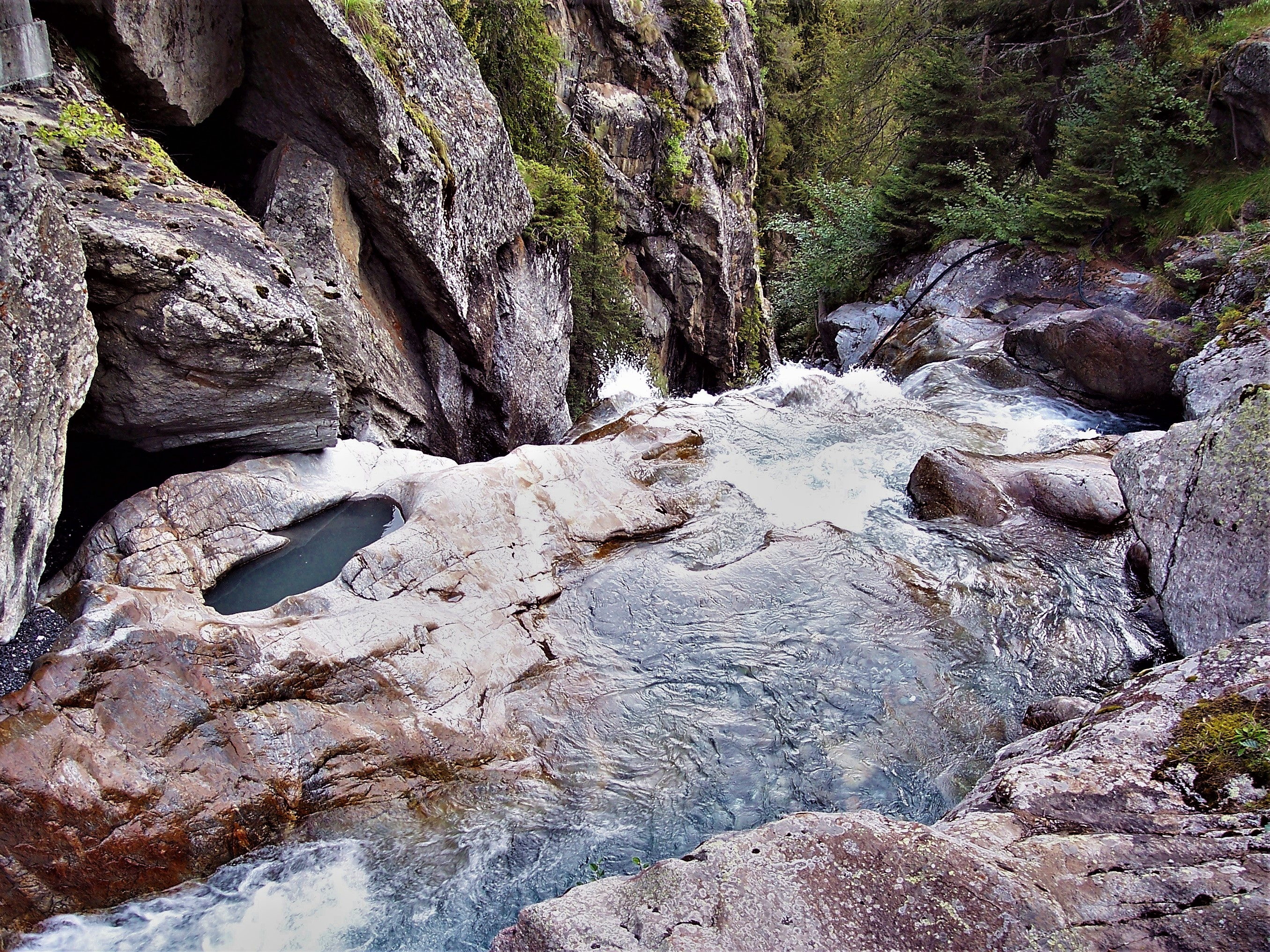
Le sommet de la cascade.
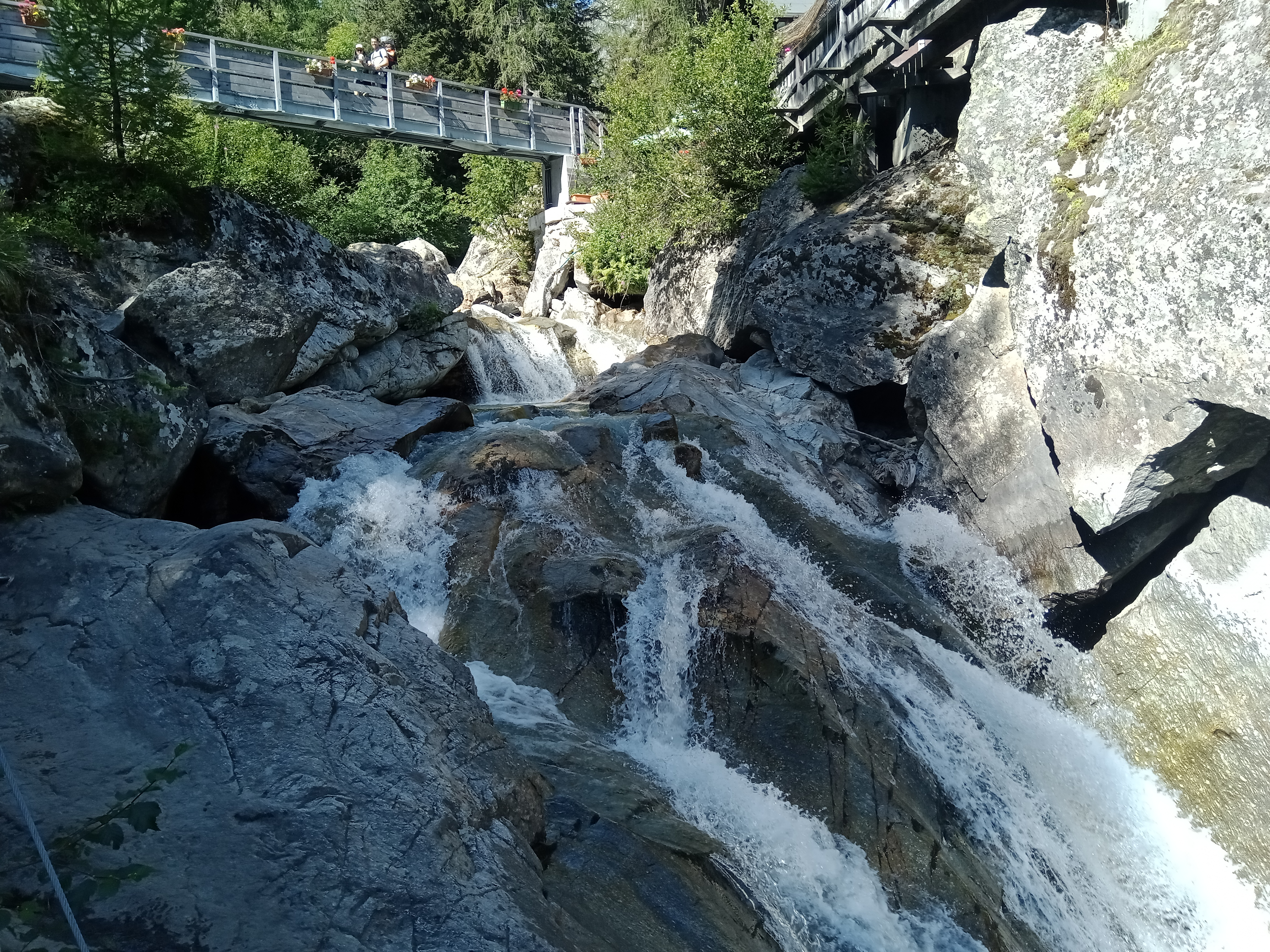
Le sommet de la cascade.
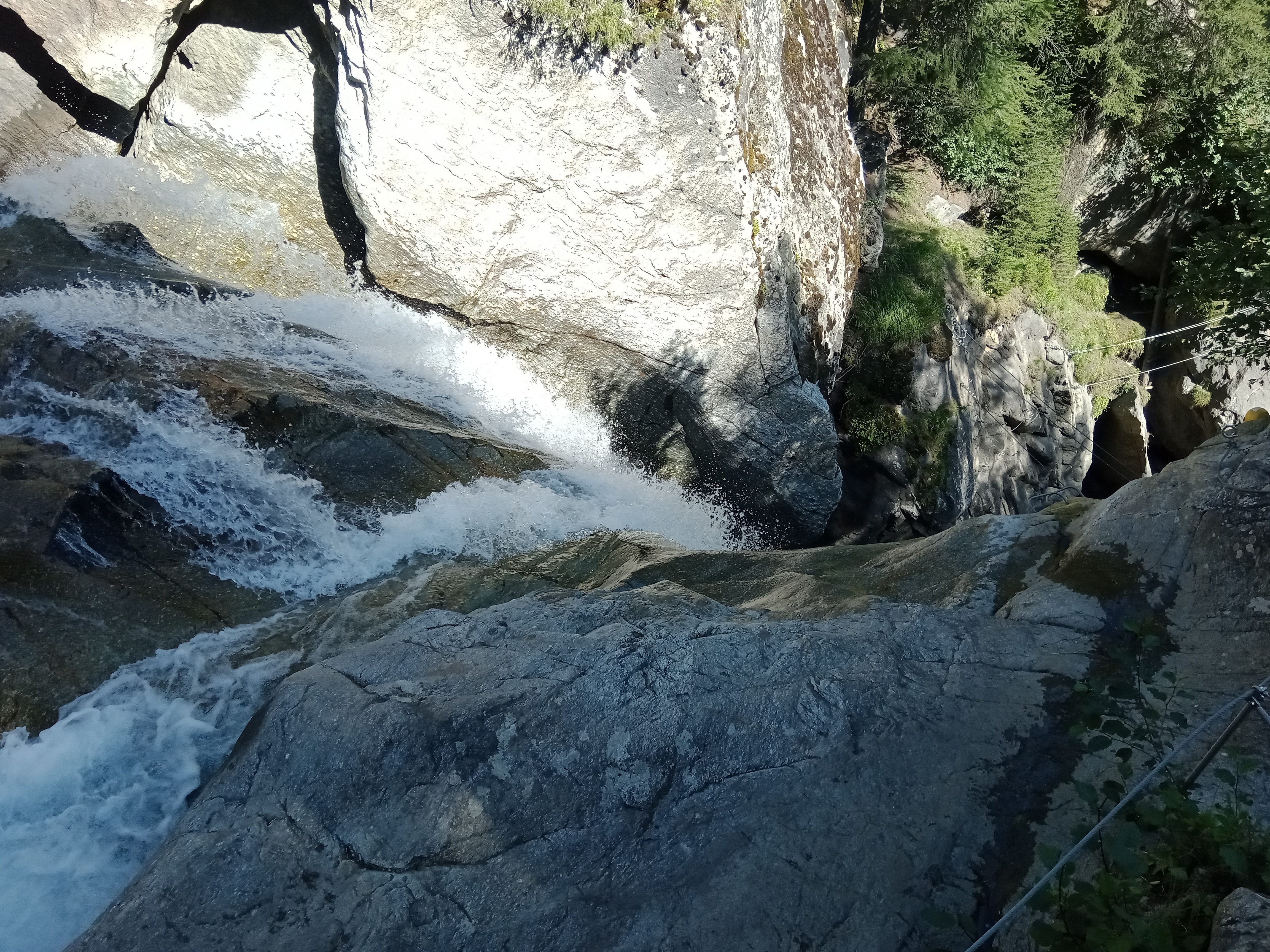
Le haut de la cascade.
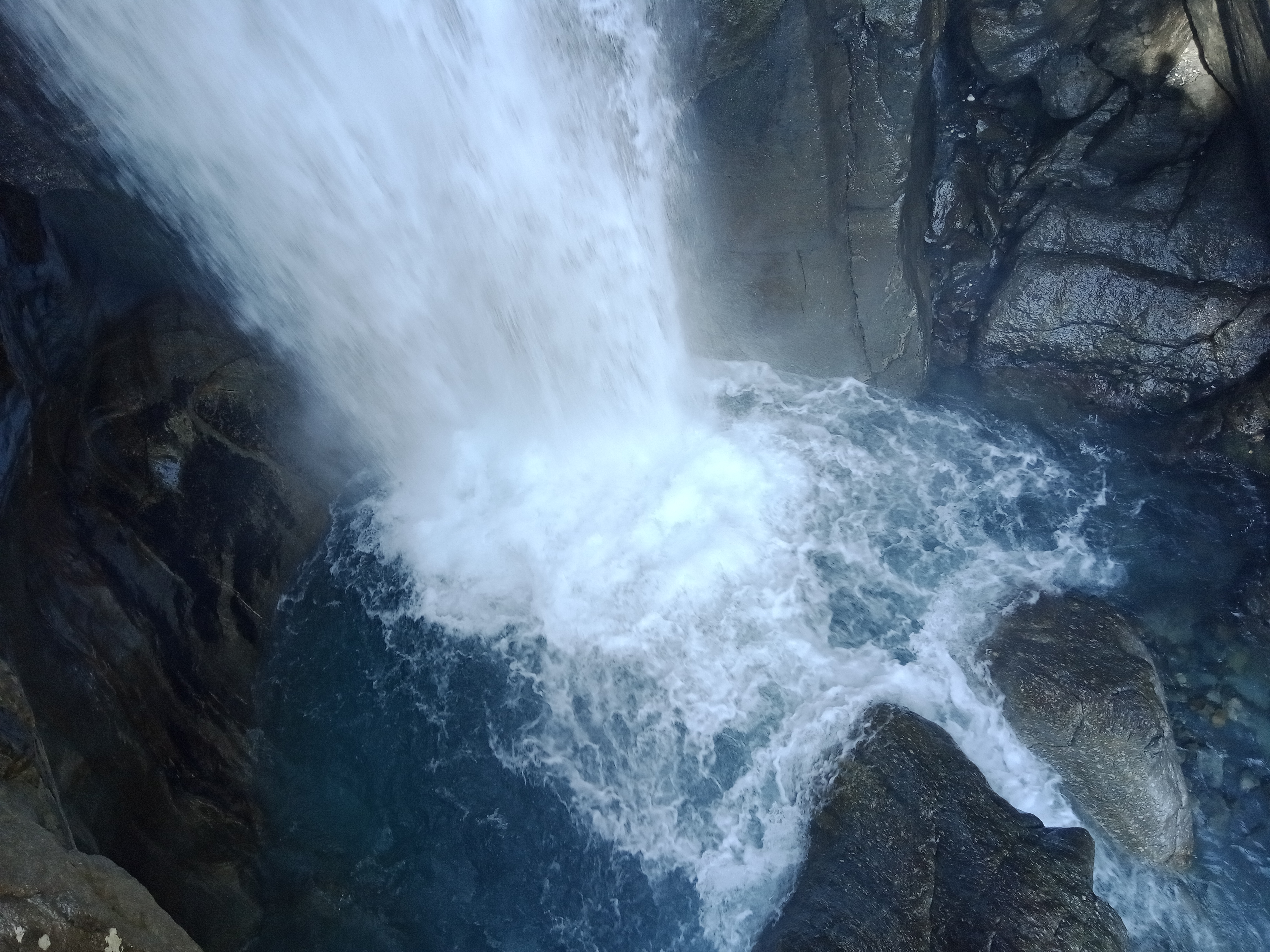
Le pied de la cascade.
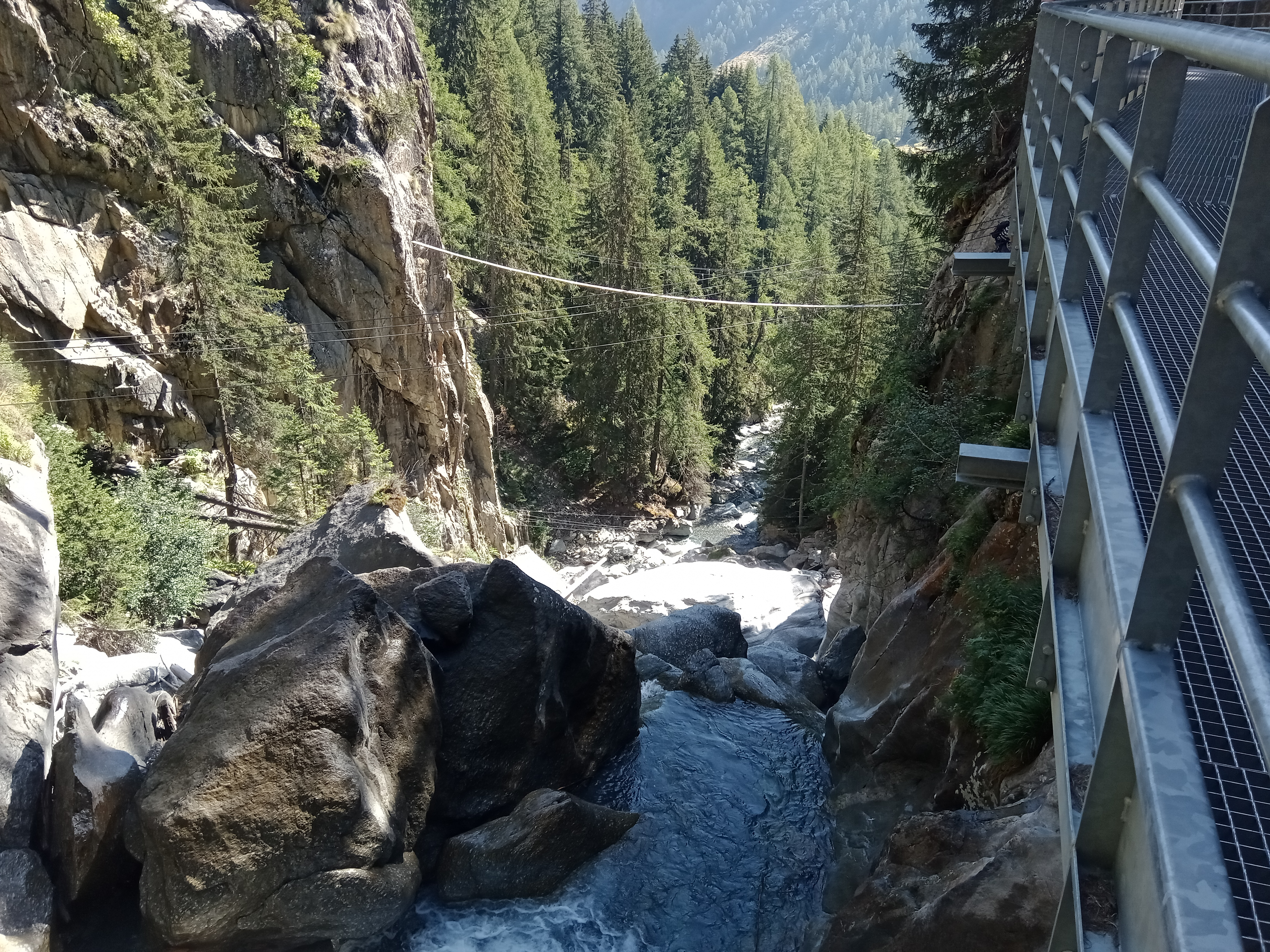
La via ferrata au-dessus de la cascade.
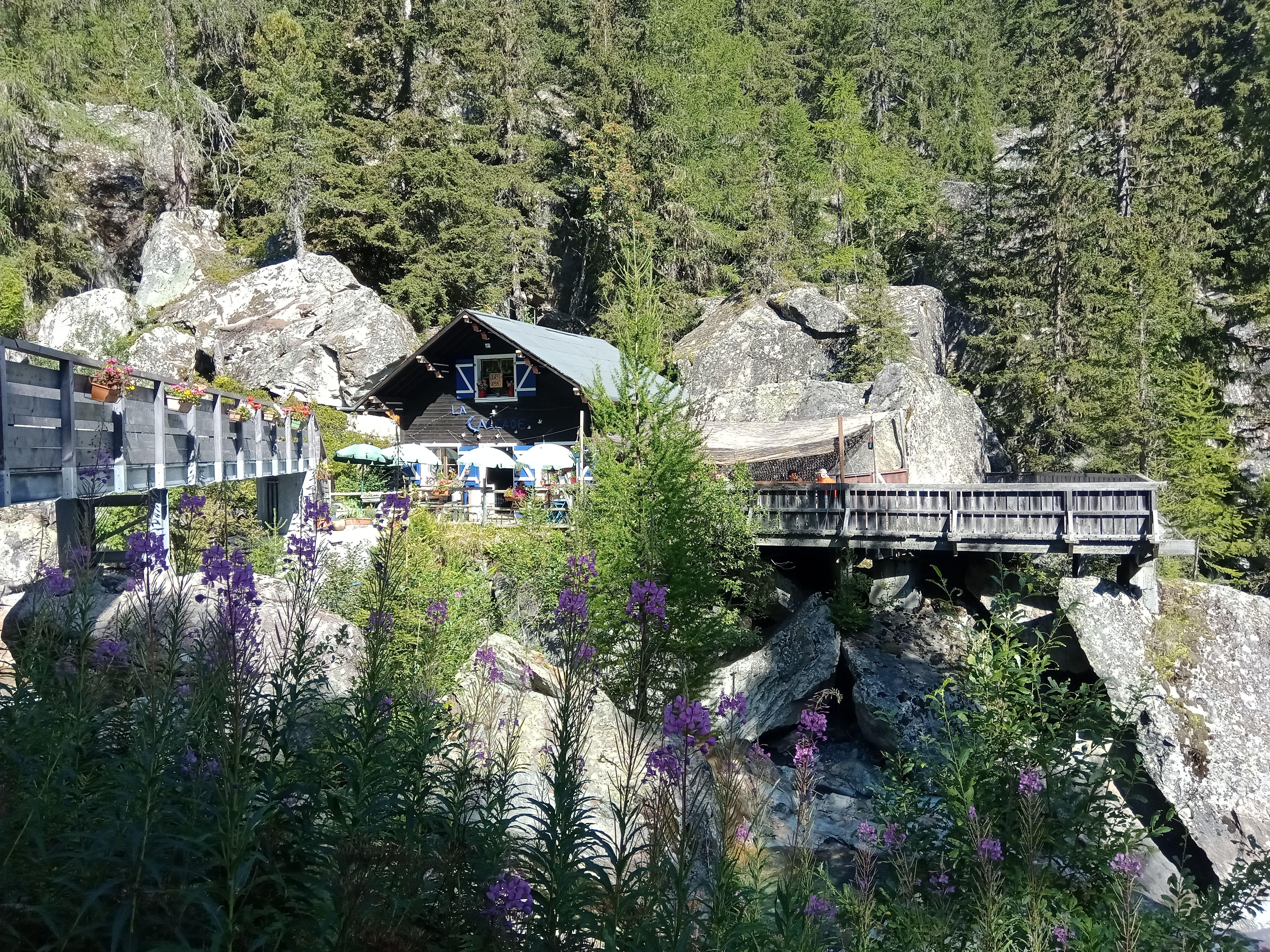
La buvette au-dessus de la cascade.
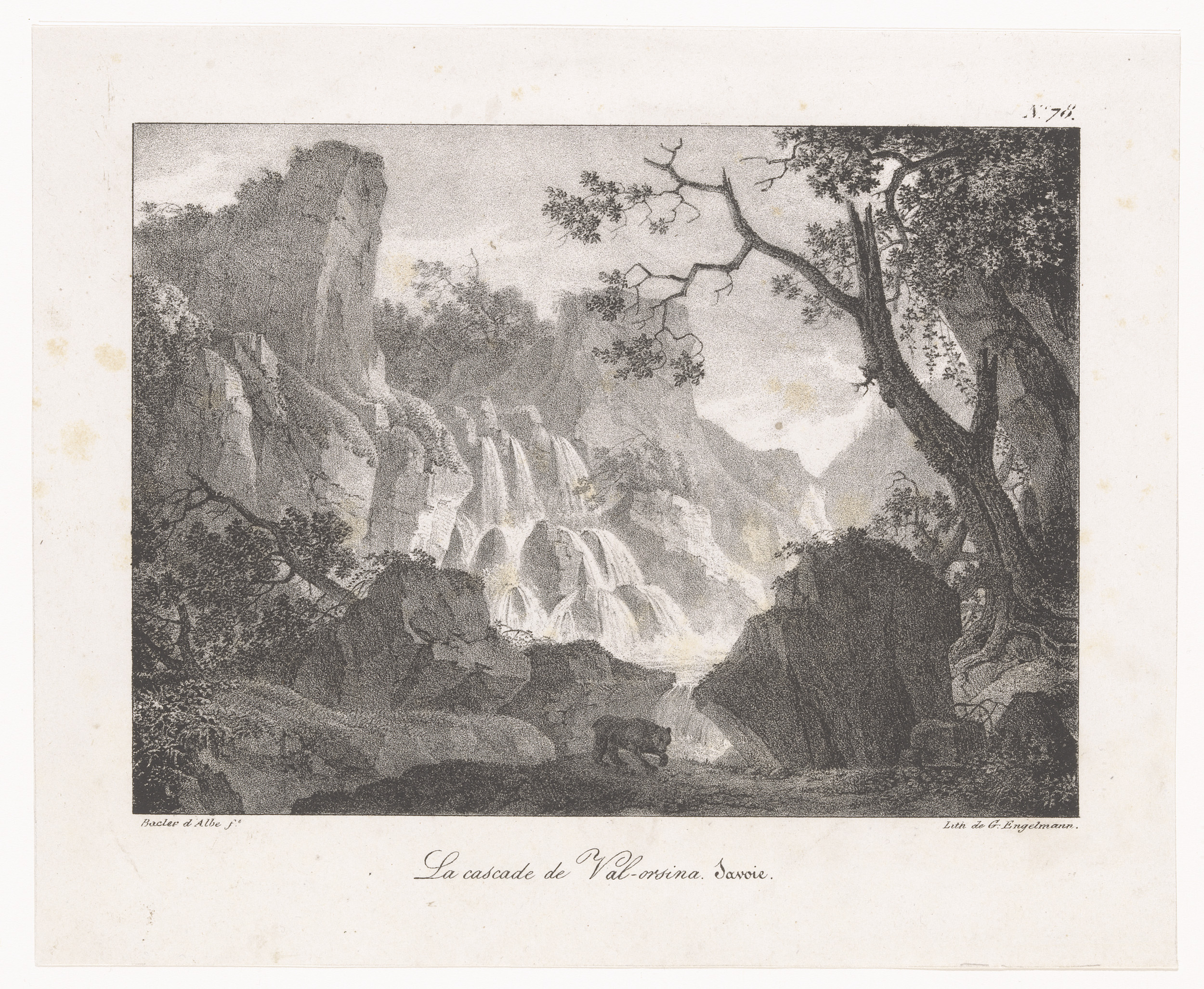
La cascade de Val-orsina, lithographie de 1819-1820.